# Schmerzkatastrophisierung
Schmerzkatastrophisierung (englisch pain catastrophizing) ist eine außergewöhnlich starke, negative Einstellung gegenüber Schmerzen.

## Begriffsklärung

### Ursprung des Begriffs
Der Begriff Katastrophisieren wurde durch Albert Ellis 1962 in die klinische Praxis eingeführt. Ellis verwendete den Begriff in Bezug auf die kognitive Verzerrung in Zusammenhang mit der Entwicklung von emotionalen Störungen. Katastrophisierung beschreibt er als eine irrational pessimistische Einschätzung von zukünftigen Ereignissen. Rund 20 Jahre später fand der Begriff Eingang in die Schmerzforschung und wurde als ein Faktor genannt, der negative Folgen von Schmerzerfahrungen, wie zum Beispiel die Entwicklung von chronischen Schmerzen, erklären kann.

### Definition
Der Begriff „Schmerzkatastrophisierung“ beschreibt eine stark negative Bewertung von Schmerzen. Schmerzkatastrophisierung ist häufig ein dysfunktionales Bewertungsmuster, zum Beispiel der Gedanke Meine Magenschmerzen sind sicher ein Zeichen für Magenkrebs. Schmerz wird als extreme Bedrohung wahrgenommen und Schmerzempfindungen rücken daher in den Fokus der Aufmerksamkeit. Menschen, die zu Schmerzkatastrophisierung neigen, achten besonders aufmerksam auf körperliche Empfindungen und vermeiden Bewegungen, bei denen sie davon ausgehen, dass sie Schmerzen auslösen oder verstärken könnten. Schmerzkatastrophisierung wird als Konstrukt definiert und ist durch drei Facetten gekennzeichnet:
- Hilflosigkeit: Betroffene fühlen sich nicht dazu in der Lage, mit Schmerzen umzugehen oder sie zu bewältigen.
- Grübeln: Diese Facette beschreibt das Gedankenkreisen rund um das Thema Schmerz.
- Verstärkung / Vergrößerung: Betroffene überschätzen sowohl den Schweregrad der Ursachen, die die Schmerzen bedingen, als auch die Folgen und Beeinträchtigungen, welche durch die Schmerzen ausgelöst werden könnten.

Die Facetten Grübeln und Verstärken sind vor allem bei der ersten Bewertung von Schmerzen zentral, in der sich Personen auf die Bedrohung durch Schmerzen fokussieren. Hilflosigkeit tritt bei der späteren Evaluation von Schmerzerfahrungen in den Vordergrund, wenn Personen bewerten, wie sie mit schmerzhaften Empfindungen umgehen können. Das Katastrophisieren von Schmerzen und der starke Fokus auf schmerzhafte Empfindungen können das Auftreten einer Algophobie, eine starke Angst vor Schmerzen, begünstigen.
Das Konzept der Schmerzkatastrophisierung umfasst auch Schmerzerwartung. Schmerzerwartung ist ein starker psychologischer Prädiktor für das tatsächliche Auftreten von Schmerzen. Beispielsweise ist das Risiko für postoperative Schmerzen erhöht, wenn Patienten das Auftreten von Schmerzen für wahrscheinlich halten und die Schmerzen erwarten.

### Das Fear-Avoidance Modell und Schmerzkatastrophisierung

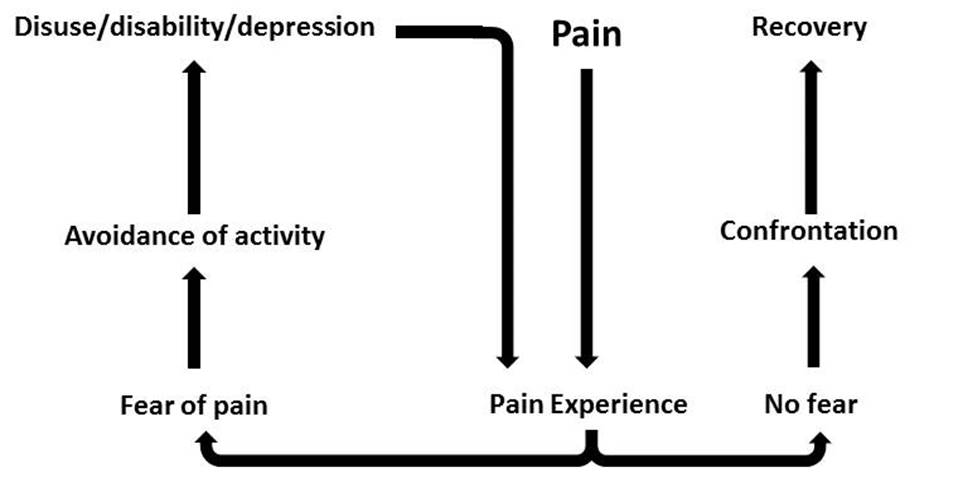
Fear-avoidance Modell

Das Fear-Avoidance Modell (englisch Fear-Avoidance Model) ist ein theoretisches Modell aus dem Jahr 1983 und versucht zu erklären, warum Menschen nach Schmerzerfahrungen unterschiedliche Folgen erleben. Ein zentraler Faktor im Modell ist die Angst vor dem Schmerz, welche Vermeidungsverhalten und körperliche sowie psychische Beeinträchtigungen fördern kann. Johan W. S. Vlaeyen und Steven J. Linton ergänzten das Fear-avoidance Modell mit dem Faktor Schmerzkatastrophisierung. Schmerzkatastrophisierung verstärkt die Angst vor dem Schmerz und erhöht die Wahrscheinlichkeit für Vermeidungsverhalten und negative Langzeitfolgen von Schmerzerfahrungen. Durch das Vermeiden von zum Beispiel Bewegungen nehmen Angstgefühle kurzzeitig ab, dies wirkt verstärkend auf das Vermeidungsverhalten und bewirkt negative körperliche Folgen, wie Funktionseinbußen, weitere Schmerzsensitivierung und Konditionsverlust. Außerdem geht Vermeidungsverhalten häufig mit sozialem Rückzug und der Abnahme von positiven Erlebnissen einher.

## Mögliche Ursachen
Aus der psychodynamischen Modellperspektive fördern frühe negative Lebenserfahrungen wie emotionale und / oder körperliche Vernachlässigung eine verstärkte Selbstaufmerksamkeit und katastrophisierende Krankheitsüberzeugungen. Die Information über einen pathologischen Befund kann bei Personen mit Schmerzen die Aufmerksamkeit auf ihre Schmerzempfindungen richten und katastrohisierende Gedanken auslösen, den Fokus auf irrelevante Beeinträchtigungen lenken und körperliche Aktivität einschränken.

### Schmerzkatastrophisierung als Coping-Strategie
Schmerzkatastrophisierung wird als kognitive Stressverarbeitung genutzt und stellt eine dysfunktionale Coping-Strategie dar, um durch Schmerzen ausgelösten Stress zu minimieren oder zu beenden. Schmerzkatastrophisierung wirkt sich stressvermehrend aus und fördert Resignation.

## Klinische Relevanz von Schmerzkatastrophisierung
Menschen, die zu Schmerzkatastrophisierung neigen, erleben Schmerzen intensiver. Das Risiko, an einer Depression zu erkranken, ist bei Schmerzkatastrophisierung höher, Ängstlichkeit ist stärker ausgeprägt. Schmerzkatastrophisierung kann zu mehr Fehlzeiten am Arbeitsplatz und zu einer vermehrten Beanspruchung des Gesundheitssystems führen. Eltern von Kindern mit körperlichen Beeinträchtigungen erleben bei starker Schmerzkatastrophisierung mit größerer Wahrscheinlichkeit depressive Symptome, Ängstlichkeit und Stress. Schmerzkatastrophisierung und katastrophisierende Verlaufserwarten gelten als aufrechterhaltende Faktoren von somatoformen Störungen.

### Chronifizierung von Schmerzen
Bei der Chronifizierung von Schmerzen spielen psychologische Mechanismen wie Kognitionen, Emotionen und soziale Faktoren eine Rolle. Schmerzkatastrophisierung gilt als maladaptive Kognition bei der Entwicklung von chronischen Schmerzen, ebenso wie zum Beispiel Gedankenunterdrückung. Katastrophisieren übt durch das bedrohliche Überbewerten von Schmerzerfahrungen einen negativen Einfluss aus. Schmerzkatastrophisierung ist allgemein ein Prädiktor für ungünstige Langzeitfolgen von Schmerzerfahrungen. Für das Ausmaß einer späteren schmerzbedingten Behinderung oder der Chronifizierung von Schmerzen ist Schmerzkatastrophisierung bedeutender als der Schmerz selbst oder somatische Befunde.

## Erhebungsverfahren

### Coping Strategies Questionnaire (CSQ)
Eine Subskala des Coping Strategies Questionnaire (CSQ) erfasst mit 6 Items Gefühle von Hoffnungslosigkeit und pessimistischen Gedanken in Zusammenhang mit Schmerz. Aufbauend auf den CSQ erfolgte die Entwicklung eines eigenen Selbstberichtfragebogens für Schmerzkatastrophisierung, die Pain Catastrophizing Scale (PCS).

### Pain Catastrophizing Scale (PCS)
Der Fragebogen Pain Catastrophizing Scale (PCS) quantifiziert die individuelle Schmerzerfahrung, es geht um die Erfassung von Gefühlen und Gedanken während des Schmerzerlebnisses. Das Ausfüllen des Fragebogens kann in schmerzfreiem Zustand erfolgen, Personen können sich in eine vergangene Schmerzsituation hineinversetzen. Der Fragebogen besteht aus den folgenden 13 Items:
- Ich mache mir ständig Sorgen, ob die Schmerzen wohl jemals aufhören werden?
- Ich denke, ich kann nicht mehr.
- Der Zustand ist schrecklich und ich denke, dass es nie mehr besser wird.
- Der Zustand ist furchtbar und droht mich zu überwältigen.
- Ich habe das Gefühl, ich halte es nicht mehr aus.
- Ich bekomme Angst, dass die Schmerzen noch stärker werden.
- Ich denke ständig an andere Situationen, in denen ich Schmerzen hatte.
- Ich wünsche mir verzweifelt, dass die Schmerzen weg gehen.
- Ich kann nicht aufhören, an die Schmerzen zu denken.
- Ich denke ständig daran, wie sehr es schmerzt.
- Ich denke ständig daran, wie sehr ich mir ein Ende der Schmerzen herbeiwünsche.
- Es gibt nichts, was ich tun kann, um die Schmerzen zu lindern.
- Ich mache mir Sorgen, dass die Schmerzen auf etwas Schlimmes hindeuten.

Die befragten Personen bewerten jede Aussage auf einer Skala von 0 (trifft überhaupt nicht zu) bis 4 (trifft immer zu). Die Punkte für jede Antwort werden addiert und bilden so den Gesamtwert. Durch eine konfirmatorische Faktorenanalyse wurde bestätigt, dass der Test die drei Facetten Hilflosigkeit, Grübeln und Verstärkung als Subskalen über verschiedene Gruppen hinweg (schmerzfreie Personen und Personen mit chronischen Schmerzen) zuverlässig erfasst. Der PCS ist einer der am häufigsten eingesetzte Fragebogen zur Messung von Schmerzkatastrophisierung und in über 20 Sprachen verfügbar.

#### Psychometrische Eigenschaften
Der PCS zeigte in einer Metaanalyse sowohl für den Gesamtscore als auch für die Subskalen Verstärkung, Grübeln und Hilflosigkeit eine gute interne Reliabilität. Die Retest-Reliabilität des Gesamttests kann ebenfalls als gut eingestuft werden. Der PCS-Gesamtscore und die einzelnen Subskalen korrelieren signifikant moderat mit dem Inventory of Negative Thourghts in Response to Pain (INTRP), was für die Validität des PCS spricht.

#### Parent Version of the Pain Catastrophizing Scale (PCS-P) und Significant Other Version of the Pain Catastrophizing Scale (PCS-S)
Diese beiden Testversionen der PCS dienen dazu, Schmerzkatastrophisierung in Bezug auf andere Personen zu erfassen, zum Beispiel wurden Eltern von beeinträchtigten Kindern und Ehepartner von Menschen mit chronischen Schmerzen untersucht. Schmerzkatastrophisierung von Angehörigen hat eine soziale Funktion und beeinflusst Menschen, die an chronischen Schmerzen leiden. Wenn Angehörigen, zum Beispiel Ehepartner, Schmerzkatastrophisierung zeigen, steht dies in Zusammenhang mit einem stärkeren Schmerz- und Stresserleben bei Betroffenen und beeinträchtigt die depressive Symptomatik bei Paaren.

## Behandlung von Schmerzkatastrophisierung
Drei unterschiedliche Therapieansätze erweisen sich als wirksam im Umgang mit Schmerzkatastrophisierung: die kognitiv-behaviorale Therapie, die Acceptance and Commitment Therapie und multimodale Behandlungen. Kognitive Umstrukturierung als Teil der Behandlung kann bei dysfunktionalen Gedanken unterstützen. Für eine Befürchtung wie Meine Kopfschmerzen deuten sicher auf einen Tumor hin werden zunächst Gründe gesammelt, die für diesen katastrophisierenden Gedanken sprechen (zum Beispiel: Tumore im Kopf werden oft nur aufgrund von Schmerzen bemerkt), um danach Argumente zu sammeln, die gegen diese Überzeugungen sprechen (zum Beispiel: Alle meine Untersuchungen waren ohne Befund). Dieses Aufzeigen von Gründen kann die ursprüngliche Überzeugung relativieren und abschwächen.

### Akzeptanz- und Commitment-Therapie (ACT)
Schmerzakzeptanz zeigt eine positive Wirkung und reduziert sowohl Schmerzkatastrophisierung als auch depressive Symptome, Angst und körperliche und psychosoziale Beeinträchtigungen. Weitere Elemente der ACT in der Schmerzbehandlung umfassen Achtsamkeit und kognitive Defusion. Bisherige Untersuchungen zeigen, dass ACT besonders bei Betroffenen mit hoher Schmerzchronifizierung, bestehender Arbeitsunfähigkeit, funktionellen Störungen und Vermeidungsverhalten hilfreich sein kann.

### Kognitiv-behaviorale Therapie
Dem Therapieansatz liegt das kognitv-behaviorale Modell zugrunde: Gedanken steuern das Erleben. Dysfunktionale Kognitionen, wie katastrophisierende Gedanken rund um Schmerzen, werden analysiert und modifiziert. Zentral ist die Vermittlung, wie Kognitionen und körperliche Reaktionen zusammenspielen und der Aufbau von lösungsorientierten und bewältigungsorientierten Kognitionen. Die kognitiv-behaviorale Therapie vermindert sowohl katastrophisierende Gedanken als auch die Intensität, Dauer und Häufigkeit von Schmerzen. Gut evaluiert ist die Wirksamkeit in Bezug auf Rückenschmerzen, Kopfschmerzen und Migräne. Seit den 1990er-Jahren erfolgte in der kognitiv-behavioralen Therapie für Schmerzen eine syndromspezifische Ausrichtung. Das Konzept Achtsamkeit findet in den letzten Jahrzehnten ebenfalls Eingang in die kognitiv-behaviorale Schmerztherapie.

### Entspannungsverfahren
Die gängigsten Entspannungsverfahren in der Schmerztherapie sind die progressive Muskelentspannung nach Jacobson, Biofeedback, Meditation, Imagination und Hypnose. Gemeinsam ist den Ansätzen, dass neue Möglichkeiten von Reaktionen gebildet werden sollen und automatisierte, ungünstige Abläufe unterbrochen werden können.

### Schmerzedukation
Schmerzedukation kann dazu beitragen, katastrophisierende Gedanken zu vermindern und Schmerzintensität, Vermeidungsverhalten, Funktionseinschränkungen und die Beanspruchung des Gesundheitssystems zu reduzieren. Schmerzedukation zeigt kurzfristig (in einem Zeitraum bis zu 3 Monaten) und noch stärker mittelfristig (Zeitraum zwischen 3 und 6 Monaten) eine Reduktion von Schmerzkatastrophisierung.

## Kritik
Kritik am Konstrukt Schmerzkatastrophisierung bezieht sich darauf, dass der Begriff dazu führen kann, Schmerzbeschwerden abzuwerten oder nicht ernst zu nehmen. Die Echtheit von Schmerzen wird dadurch in Frage gestellt beziehungsweise den Betroffenen die Schuld für ihre Schmerzerfahrungen zugewiesen. Empfehlungen lauten dahingehend, den Begriff neu zu konzeptualisieren und mit anderen psychologische Prozessen rund um Stresserfahrungen in Verbindungen zu bringen.

### Stigmatisierung
Der Begriff Schmerzkatastrophisierung kann zu Stigmatisierung von Personen im Gesundheitssystem führen. Die Zuschreibung des Begriffes kann Scham und das Gefühl, verurteilt zu werden, bei den Betroffenen auslösen. Rund ein Drittel der Patienten stuft den Begriff als negativ ein und bringt ihn mit Abweisung und Schuldzuweisung in Verbindung.

### Gender Bias in der Schmerzbehandlung
Genderstereotype über Emotionalität (Frauen dramatisieren / Frauen reagieren überemotional) können dazu führen, dass Schmerzberichte von Frauen als übertrieben oder als erfunden eingestuft werden. Dies resultiert darin, dass Frauen, obwohl sie häufiger von Schmerzen berichten als Männer, weniger Schmerzbehandlung bekommen.